# ميشيل زيمارمان
ميشيل زيمارمان هو منافس ألعاب قوى بلجيكي، ولد في 1960 في إيكسل في بلجيكا.

## وصلات خارجية
- ميشيل زيمارمان على موقع الاتحاد الدولي لألعاب القوى (الإنجليزية)
- ميشيل زيمارمان على موقع اللجنة الأولمبية الدولية (الإنجليزية)
- ميشيل زيمارمان على موقع أوليمبيديا (الإنجليزية)